# S.O.S. j'écoute
S.O.S. j'écoute est un téléroman québécois en 78 épisodes de 25 minutes diffusé entre le 4 mars 1982 et le 16 mars 1983 à Radio-Québec.

## Synopsis
S.O.S. j'écoute était une série québécoise racontant la vie de deux intervenants. On les voyait toujours à leur travail, réconfortant les gens qui téléphonaient pour divers problèmes: la solitude, l'abus, le suicide, etc. Il y avait aussi ceux qui téléphonaient pour avoir de l'attention. De plus, on apprenait aussi les hauts et les bas de la vie de ces intervenants qui se livraient un peu plus à chaque fois.

## Distribution
- Marie Tifo : Claire
- Gilles Renaud : Paul
- Muriel Dutil : Lise
- Marcel Sabourin : Benoît

## Fiche technique
- Scénarisation : Janette Bertrand
- Réalisation : André David, Marielle David, Normand Nicol et Michel Robitaille
- Société de production : Radio-Québec